# Frank Greer
Frank Bartholomew Greer (ur. 26 lutego 1879 w East Boston, zm. 7 maja 1943 w Winthrop) – amerykański wioślarz, mistrz olimpijski z 1904 roku.

## Życiorys
Greer był członkiem Amatorskiego Klubu Sportowego w East Boston oraz Springfield Boat Club. W latach 1903–1906 zdobył krajowe mistrzostwa w jedynce zarówno w Stanach Zjednoczonych, jak i Kanadzie.
Wziął udział w igrzyskach olimpijskich rozgrywanych w 1904 roku w Saint Louis, gdzie 30 lipca w jedynce z czasem 10:08.50 zwyciężył, pokonując swoich rodaków Jamesa Juvenala i  Constance Titusa. 
Po zakończeniu kariery sportowej został szeryfem hrabstwa Suffolk.
W 1956 roku został wprowadzony do Rowing Hall of Fame.